# Signetics 2650

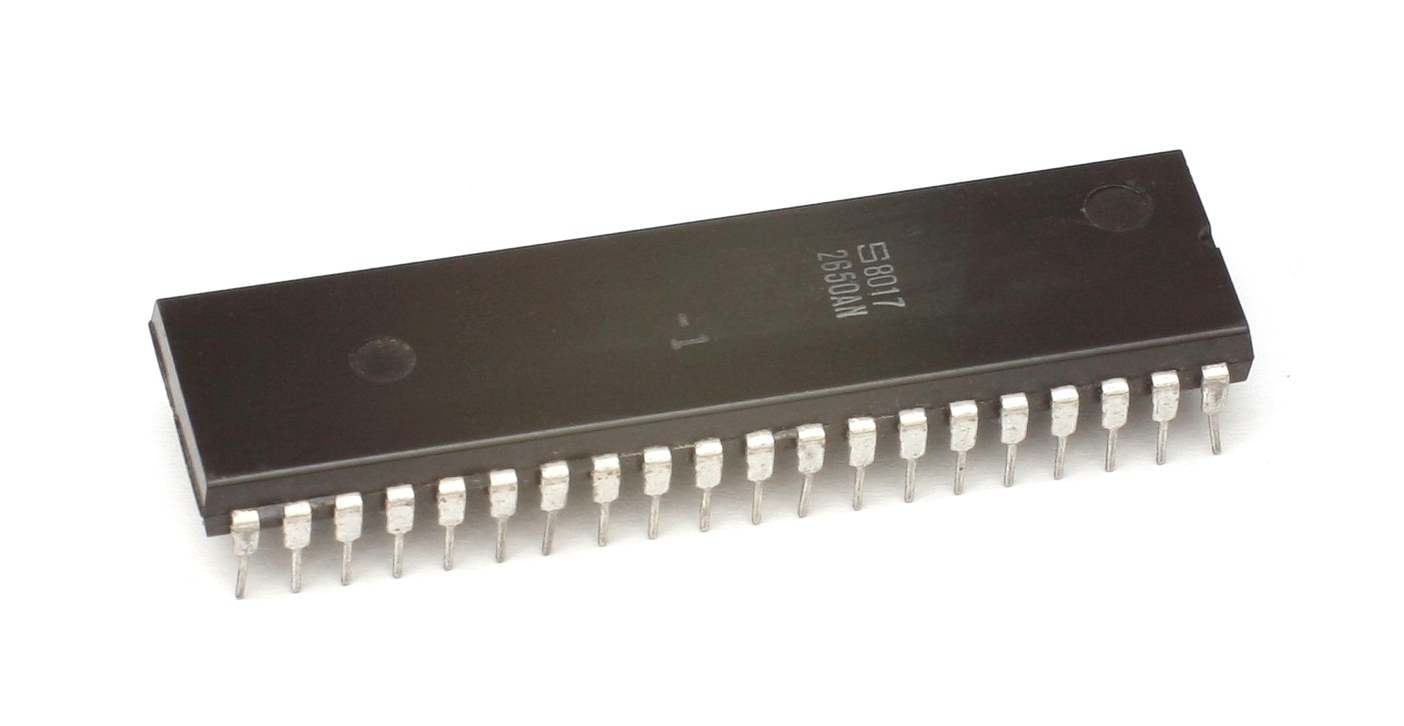
Signetics 2650AN

Il Signetics 2650, presentato nel 1975, è uno dei primi microprocessori a 8 bit. Secondo il famoso libro di Adam Osborne An Introduction to Microprocessors Vol 2: Some Real Products, era il microprocessore "più simile a un minicomputer" tra quelli disponibili in quel periodo.

## Storia
Venne progettato da J. Kessler, proveniente dall'IBM in cui nel 1965 aveva progettato l'IBM 1130.
Il produttore, Signetics, non era un esperto nei processori in tecnologia MOS molto complessi. Esso comunque produsse un'ottima scheda per sviluppare un proprio sistema hardware con il microprocessore 2650 chiamata Adaptable Board Computer, a un prezzo ragionevole, così che il chip ebbe una discreta diffusione tra gli hobbisti, soprattutto in Australia.
Il chip contiene 7 registri generici ("general purpose") a 8 bit, sebbene solo 4 sono visibili contemporaneamente in qualsiasi momento. Era anche limitato a uno spazio di indirizzamento a 15 bit, potendo indirizzare direttamente al massimo 32 kB di memoria, dal momento che il 16º bit dell'indirizzo indicava se usare o meno il metodo di indirizzamento indiretto, una caratteristica tipica dei minicomputer.
Anche se c'erano parecchi metodi di indirizzamento supportati, la mancanza di un qualsiasi registro a 16 bit e lo spazio di indirizzamento a 15 bit ne ostacolarono una larga diffusione. Malgrado questo erano disponibili un sistema operativo, denominato "2650 DOS", un interprete BASIC e parecchi giochi sullo stile di Hunt the Wumpus. La maggior parte dei giochi era scritto in linguaggio assembly.
Il chip fu usato in 2 gruppi di console giochi. Il primo gruppo usava oltre al 2650 il processore video 2636 Programmable Video Interface: la console 1292 Advanced Programmable Video System e la correlata Interton VC4000 appartenevano a questo gruppo, uscite in Germania rispettivamente nel 1976 e nel 1978. Il secondo gruppo di console era basata sul più avanzato processore video Signetics 2637. Esso comprendeva l'Arcadia 2001, prodotta su licenza da Emerson e uscita nel 1981, che usava un Signetics 2650 a 3,58 MHz come CPU, e diverse altre console dal design simile distribuite in varie parti del mondo con nomi differenti: LeisureVision in Canada, Hanimex HMG2650, Schmidt TVG2000 e Telefever in Germania, Advision Home Arcade in Francia e Leonardo in Italia.
Furono sviluppati almeno quattro videogiochi arcade commercializzati negli anni 1970 che usavano la CPU 2650: Atari QUIZ SHOW, Meadows Games 3D BOWLING, Meadows Games GYPSY JUGGLER e Cinematronics EMBARGO.
Il processore era usato anche nel Signetics Instructor 50, che era un piccolo computer progettato per insegnare l'uso e la programmazione della CPU Signetics 2650.

### Produttori successivi
Signetics fu acquistata da Valvo, una società che si occupava della produzione dei tubi a vuoto e, successivamente, entrambe furono acquistate da Philips Semiconductors, ora NXP, facente parte del gruppo Philips. Inizialmente distribuito ancora con il marchio Signetics, in un secondo tempo fu commercializzato solo come Philips MAB2650A.
La più conosciuta copia sotto licenza del Signetics/Philips 2650 era il 2650-P-02 prodotto da Synertek.
Altri produttori di copie sotto licenza del chip furono Harris e Intersil.

## Versioni
- 2650 versione originale con frequenza massima di clock di 1.25 MHz
- 2650A versione migliorata (piccole modifiche nel processo di fabbricazione per migliorare la stabilità) con frequenza massima di clock di 1.25 MHz
- 2650A-1 come il 2650A con frequenza di clock aumentato a 2 MHz
- 2650B
- 2650B-1 come il 2650B con frequenza massima di 2 MHz

Il 2650B ha le seguenti modifiche e miglioramenti rispetto al 2650A:
- Due nuovi segnali: "Bus Enable" sul pin 15 e "Cycle Last" sul pin 25
- I bit 3 e 4 del Program Status Word diventano flag a disposizione dell'utente, settabili e testabili (inutilizzati nel 2650A)
- Due nuove istruzioni per salvare e ripristinare i valori della parte bassa dei registri di stato in modo da semplificare il processo di interrupt
- Le istruzioni a byte singolo basati sul registro R0 sono eseguite in minor tempo (1 ciclo di clock al posto di 2)

## Chip per le periferiche
Il 2650 era accompagnato da un completo set di chip periferici:
- 2636 Programmable Video Interface (usato per la famiglia di console Interton VC 4000/1292_Advanced_Programmable_Video_System)
- 2637 Universal Video Interface (usato per la famiglia di console Arcadia 2001)
- 2651 Programmable Communication Interface
- 2652 Multi-Protocol Communications Circuit (incl. Synchronous Data Link Control (SDLC))
- 2653 Polynomial Generator / Checker
- 2655 Programmable Peripheral Interface
- 2657 Direct Memory Access
- 2656 System Memory Interface
- 2661 Programmable Communication Interface
- 2670 Display Character and Graphics Generator
- 2671 Programmable Keyboard and Communications Controller
- 2672 Programmable Video Timing Controller
- 2673 Video Attributes Controller

Parecchi di questi chip erano progettati in modo che potessero essere usati anche con altri microprocessori, per esempio il datasheet del 2672 suggeriva il suo utilizzo con un microcontroller Intel 8048.
I discendenti dei chip di comunicazione seriali 2651/2661 sono ancora venduti dalla Philips nella serie SC26.